# Dohnányi Ernő utca
Pour les articles homonymes, voir Dohnanyi.
Dohnányi Ernő utca est une rue de Budapest, située dans le quartier de Terézváros (6e arrondissement).